# Euselasia opalescens
Euselasia opalescens är en fjärilsart som beskrevs av William Chapman Hewitson 1854. Euselasia opalescens ingår i släktet Euselasia och familjen Riodinidae. Inga underarter finns listade i Catalogue of Life.

## Bildgalleri

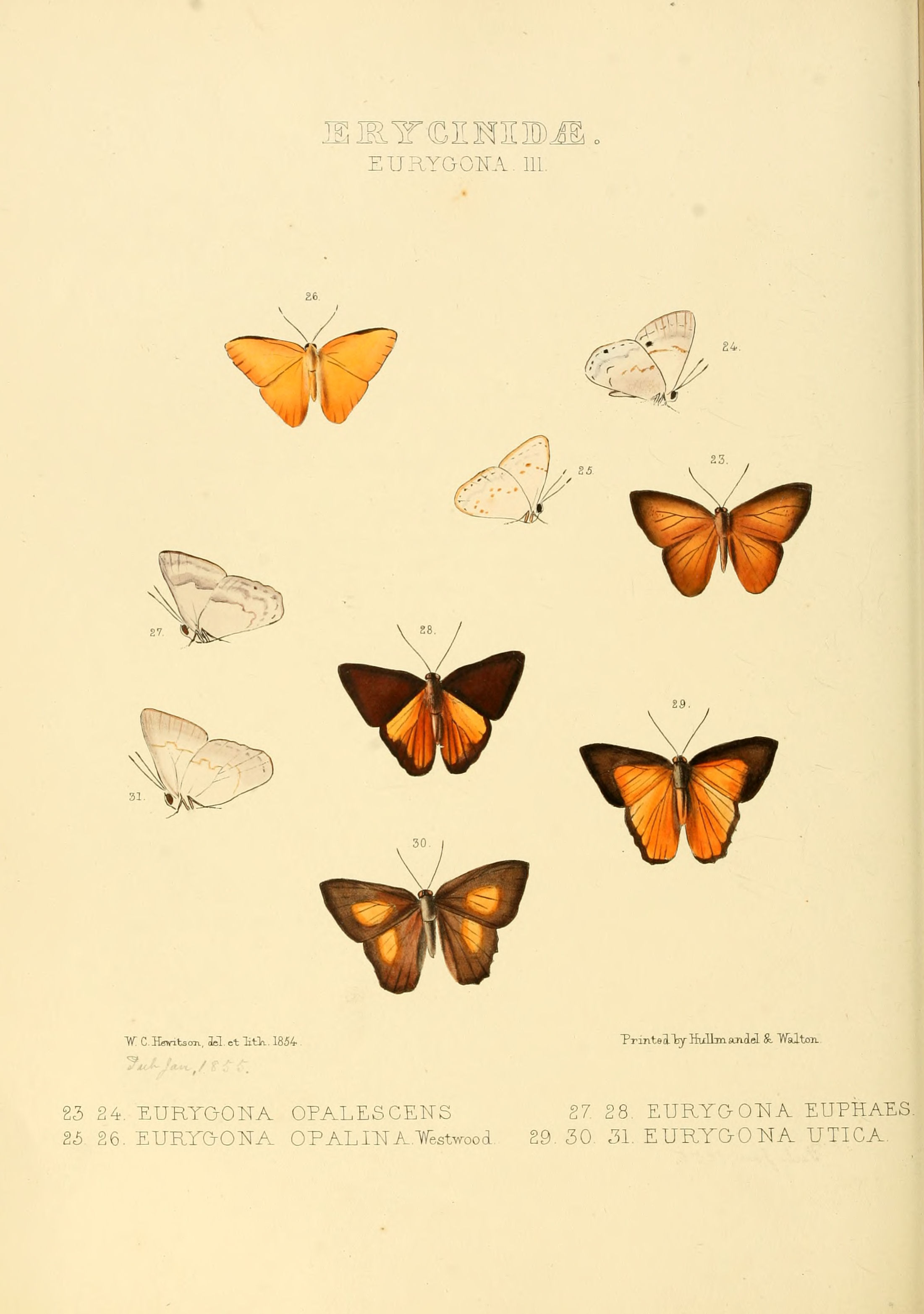